# Liste der Monuments historiques in Mésandans
Die Liste der Monuments historiques in Mésandans führt die Monuments historiques in der französischen Gemeinde Mésandans auf.

## Liste der Objekte
| Bezeichnung          | Beschreibung           | Standort              | Kennzeichnung | Schutzstatus | Datum | Bild |
| -------------------- | ---------------------- | --------------------- | ------------- | ------------ | ----- | ---- |
| Skulptur Gnadenstuhl | Stein, 16. Jahrhundert | in der Kapelle (Lage) | PM25000927    | Classé       | 1928  |      |